# USS Maine (BB-69)
USS "Maine" (BB-69) został zaplanowany jako pancernik typu Montana i był przeznaczony dla United States Navy. Nazwa pochodziła od stanu Maine.
Został zatwierdzony 19 lipca 1940, a kontrakt został przekazany New York Navy Yard, ale zanim położono stępkę, kontrakt został anulowany 21 lipca 1943. Ten okręt byłby trzecim w historii US Navy noszącym tę nazwę.